# Monarcha magicaria
Monarcha magicaria är en fjärilsart som beskrevs av Felder 1875. Monarcha magicaria ingår i släktet Monarcha och familjen mätare. Inga underarter finns listade i Catalogue of Life.